# Рахункова палата України

Будівля Рахункової палати

Рахунко́ва пала́та  — вищий аудиторський державний колегіальний орган фінансового контролю (аудиту), який від імені Верховної Ради України здійснює контроль за надходженням коштів до Державного бюджету України та їх використанням. Підзвітна Верховній Раді України та регулярно її інформує про результати своєї роботи. 
Створена відповідно до прийнятої 1996 року Конституції та Закону України «Про Рахункову палату» від 2 липня 2015 року. Раніше був чинним Закон «Про Рахункову палату» від 11 липня 1996 року. 19 грудня 2024 року набув чинності Закон «Про внесення змін до Закону України "Про Рахункову палату" та деяких інших законодавчих актів України». 
Рахункова палата є організаційно, функціонально, політично та фінансово незалежною, самостійно планує свою діяльність. Її діяльність ґрунтується на принципах законності, незалежності, об’єктивності, безсторонності, гласності та неупередженості.
Організаційно-методологічні засади здійснення державного зовнішнього фінансового контролю (аудиту) визначаються Рахунковою палатою відповідно до Системи професійних документів INTOSAI (IFPP)
День Рахункової палати відзначається щороку 22 жовтня.

## Склад
Рахункова палата  складається одинадцяти членів (включно з Головою). У інституції є апарат, що складається з департаментів, територіальних управлінь та інших структурних підрозділів (включаючи патронатні служби членів Рахункової палати).
Члени Рахункової палати, Секретар Рахункової палати, його заступник, державні аудитори і радники членів Рахункової палати є посадовими особами, на яких не поширюється дія Закону України "Про державну службу". Інші посадові особи апарату Рахункової палати є державними службовцями.

#### Чинні члени Рахункової палати:
| ПІБ                                | Посада                             | Дата призначення    |
| Клименко Кирило Олегович           | член Рахункової палати             | 21 грудня 2023 року |
| Ключка Сергій Сергійович           | Заступник Голови Рахункової палати | 21 грудня 2023 року |
| Піщанська Ольга Станіславівна      | Голова Рахункової палати           | 21 грудня 2023 року |
| Пліс Геннадій Володимирович        | член Рахункової палати             | 13 грудня 2022 року |
| Пушко-Цибуляк Єлизавета Михайлівна | член Рахункової палати             | 21 грудня 2023 року |

### Голова
Голова призначається на посаду Верховною Радою за поданням Голови ВРУ, ця посада передбачає такі функції:
- очолює Рахункову палату, здійснює керівництво та забезпечує організацію роботи;
- представляє Рахункову палату у відносинах з ВРУ та іншими державними органами, установами та організаціями;
- головує на засіданнях Рахункової палати;
- вносить на розгляд палати пропозиції щодо концепції роботи, кадрової політики, кошторису, структури і штатного розкладу;
- вносить на розгляд пропозиції щодо призначення на посаду та звільнення Секретаря палати, згідно з рішенням патати призначає та звільняє з посади Секретаря;
- інформує ВРУ про державний зовнішній фінансовий контроль;
- підписує рішення палати та протоколи її засідань;
- здійснює зв'язки з громадськістю та ЗМІ;
- виконує інші повноваження.

У 1996—2011 роках першим Головою Рахункової палати був Валентин Симоненко. 
З 2012 року — Головою був Роман Магута.
15 березня 2018 — Головою палати призначено нардепа від «Блоку Порошенка» Валерія Пацкана.
Після звільнення Валерія Пацкана певний час керівництво Рахунковою палатою здійснював його заступник Андрій Майснер. 
З 10 січня 2024 року Рахунковою палатою керує Ольга Піщанська. 

### Заступник Голови та Секретар Рахункової палати

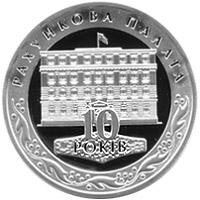
Ювілейна монета НБУ «10 років Рахунковій палаті»

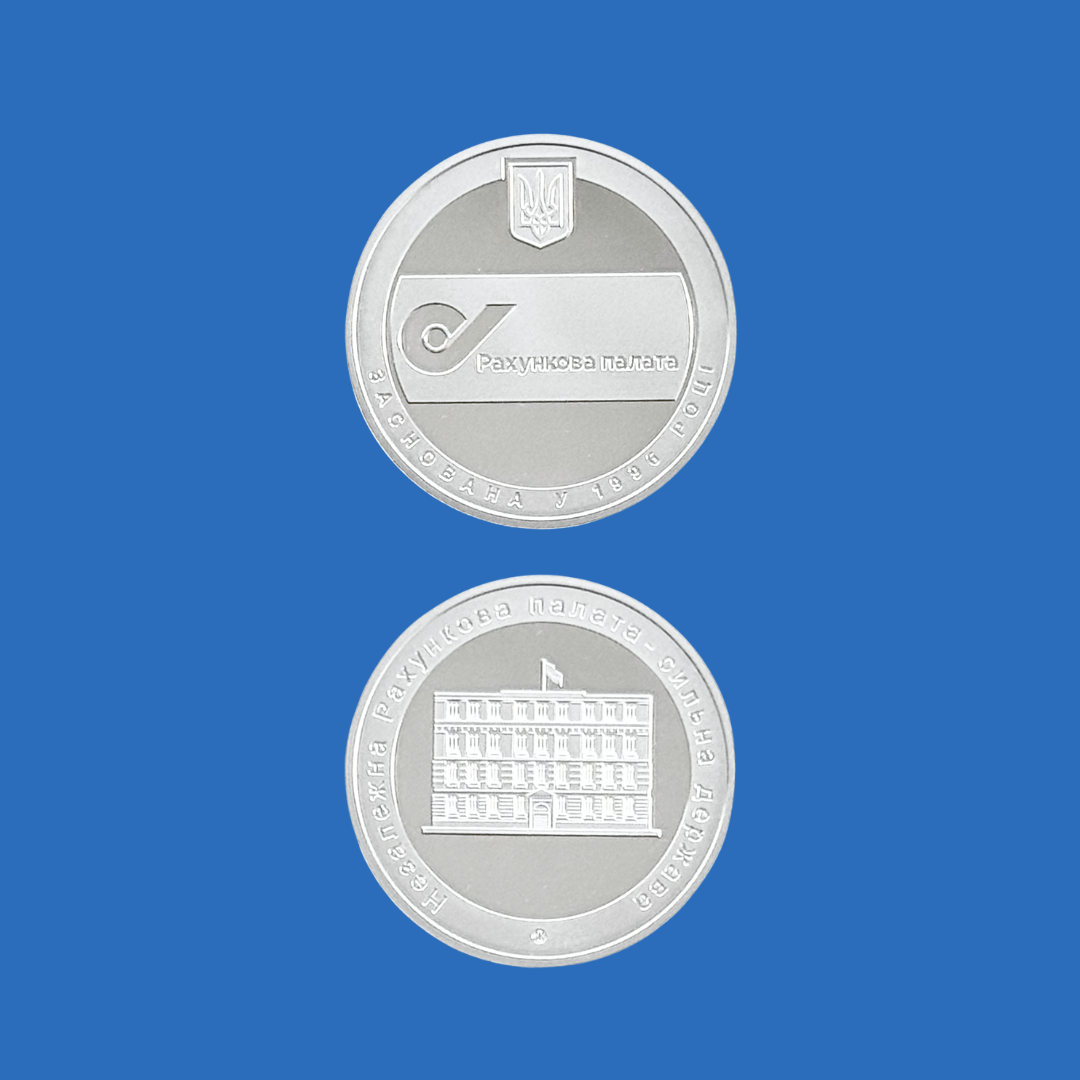
Ювілейна монета Рахункова палата, випущена до 25-річчя органу

Заступник Голови Рахункової палати обирається із складу членів Рахункової палати. Обрання та увільнення від виконання обов’язків заступника Голови Рахункової палати здійснюється на засіданні Рахункової палати шляхом відкритого голосування за поданням Голови Рахункової палати. 
Чинним заступником Голови Рахункової палати відповідно до рішення Рахункової палати від 19.04.2024 № 19-2 Сергій Ключка.
Секретар Рахункової палати за посадою є керівником апарату Рахункової палати. З червня 2024 року секретарем Рахункової палати т.в.о. є Василь Невідомий.

### Члени Рахункової палати
Члени Рахункової палати призначаються на посади та звільняються з посад Верховною Радою України.
Членом палати може бути громадянин України, не молодший тридцяти років, який володіє державною мовою та однією з офіційних мов Ради Європи, має вищу освіту не нижче ступеня магістра, стаж роботи не менше 7 років, стаж роботи у сфері державного контролю (аудиту), економіки, фінансів або права не менше 5 років та бездоганну ділову репутацію.
Строк повноважень членів палати — 6 років, одна особа не може обіймати цю посаду понад два строки.
Актуальна інформація про призначених осіб на посади членів Рахункової палати розміщується на порталі Верховної Ради України.

#### Колишні члени Рахункової палати:
| ПІБ                             | Посада                                                            | Дата призначення | Дата звільнення |
| Перші заступники                |                                                                   |                  |                 |
| Маліков Валерій Васильович      | Перший заступник Голови Рахункової палати, член Рахункової палати | 05.05.1997       | 22.06.2004      |

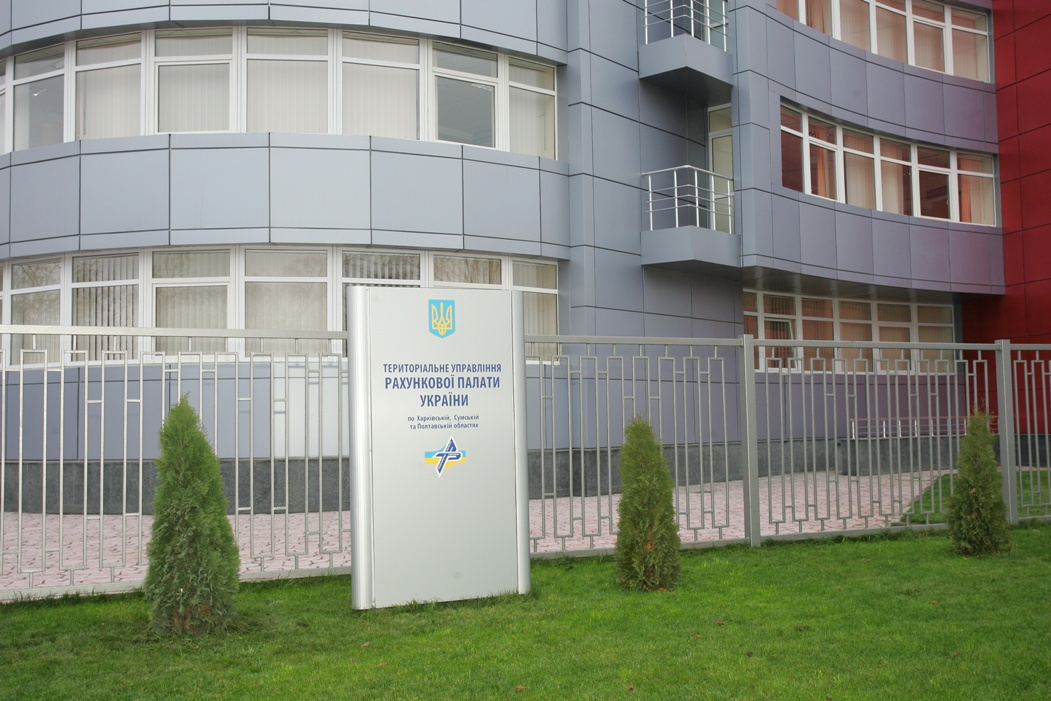
Територіальне управління Рахункової палати по Харківській, Сумській та Полтавській областях (Харків)

| Першин Володимир Леонідович     | Перший заступник Голови Рахункової палати, член Рахункової палати | 07.07.2004       | 06.04.2008      |
| Заступники                      |                                                                   |                  |                 |
| Мельничук Віталій Григорович    | Заступник Голови Рахункової палати, член Рахункової палати        | 23.12.1997       | 14.01.2005      |
| Яременко Олександр Степанович   | Заступник Голови Рахункової палати, член Рахункової палати        | 12.04.2005       | 03.09.2020      |
| Майснер Андрій Васильович       | Заступник Голови Рахункової палати, член Рахункової палати        | 19.03.2018       | 19.04.2024      |
| Члени Рахункової палати         |                                                                   |                  |                 |
| Дімітрієв Іван Григорович       | член Рахункової палати                                            | 24.04.1997       | 09.07.1999      |
| Даневич Олександр Степанович    | член Рахункової палати                                            | 24.04.1997       | 04.03.1998      |
| Немировській Володимир Лукич    | член Рахункової палати                                            | 02.06.1997       | 17.06.2004      |
| Фліссак Ярослав Антонович       | член Рахункової палати                                            | 07.03.1997       | 29.08.2011      |
| Іваненко Юрій Вікторович        | член Рахункової палати                                            | 12.05.1997       | 26.08.2011      |
| Невідомий Василь Іванович       | член Рахункової палати                                            | 13.05.1997       | 23.04.2024      |
| Пилипенко Вячеслав Павлович     | член Рахункової палати                                            | 23.12.1997       | 15.03.2018      |
| Хропатий Борис Федорович        | член Рахункової палати – Секретар Рахункової палати               | 23.12.1997       | 19.01.2005      |
| Огородник Віктор Саввич         | член Рахункової палати                                            | 23.12.1997       | 28.01.2005      |
| Вітковська Лариса Володимирівна | член Рахункової палати                                            | 09.01.1998       | 30.09.2015      |
| Зіпір Андрій Петрович           | член Рахункової палати                                            | 09.07.1999       | 18.10.2006      |
| Тахтай Володимир Єпіфанович     | член Рахункової палати                                            | 27.12.2001       | 02.06.2004      |
| Головань Михайло ихайлович      | член Рахункової палати                                            | 27.12.2001       | 16.12.2010      |
| Шулежко Марія Яківна            | член Рахункової палати                                            | 21.07.2004       | 15.03.2018      |
| Юхимчук Анатолій Петрович       | член Рахункової палати – Секретар Рахункової палати               | 29.03.2005       | 15.03.2018      |
| Самусь Георгій Юрійович         | член Рахункової палати                                            | 29.03.2005       | 15.03.2018      |
| Заремба Ігор Миколайович        | член Рахункової палати                                            | 29.03.2005       | 15.03.2018      |
| Огонь Цезар Григорович          | член Рахункової палати                                            | 16.03.2018       | 23.04.2024      |
| Іванова Ірина Миколаївна        | член Рахункової палати                                            | 21.03.2018       | 23.04.2024      |
| Дідик Андрій Миколайович        | член Рахункової палати                                            | 21.03.2018       | 23.04.2024      |
| Яремчук Ігор Миколайович        | член Рахункової палати                                            | 23.03.2018       | 23.04.2024      |
| Богун Віктор Павлович           | член Рахункової палати                                            | 27.03.2018       | 24.04.2024      |

### Територіальні управління Рахункової палати
Функціонує 7 територіальних управлінь Рахункової палати, компетенція яких поширюється на декілька регіонів. Усі працівники територіальних управлінь приймаються виключно на центральному рівні шляхом складної процедури співбесід та конкурсних відборів і є працівниками 2 — 4 категорій державних службовців (згідно з ЗУ «Про державну службу», який діє до 1 січня 2016-го).
Територіальні управління — структурний підрозділ Рахункової палати без статусу юридичною особи. Центрами територіальних управлінь є Київ, Харків, Донецьк (тимчасово не працює), Львів, Вінниця, Одеса, Дніпро. Компетенція більшості територіальних управлінь поширюється на 2 або 3 регіони, крім теруправлінь у Вінниці та Львові, які діють на території 4-6 областей.

## Реформа Рахункової палати
Одним з поворотних моментів сучасної історії Рахункової палати став підписаний 17 грудня 2024 року Президентом України Закон «Про внесення змін до Закону України "Про Рахункову палату" та деяких інших законодавчих актів України» (№ 4042-IX)
Проєкт Закону було розроблено робочою групою до складу якої входили народні депутати України, представники Рахункової палати, Міністерства фінансів України, міжнародні експерти (від Представництва ЄС в Україні,  програми SIGMA та проєкту МТД USAID) та представники громадськості. Свої пропозиції до законопроєкту також були надані, зокрема вищими органами аудиту Естонії, Латвії, Литви, Німеччини, Чехії, а також ініціативою інституційного розвитку INTOSAI (IDI). Законодавчі пропозиції розроблено з урахуванням євроінтеграційних зобов’язань України та рекомендацій, відображених у звітах Європейської Комісії, SIGMA та меморандумів МВФ.
Мета Закону - наближення статусу та правових основ діяльності Рахункової палати до стандартів Міжнародної організації вищих органів аудиту (INTOSAI).
Ключові зміни, що відбулися у роботі Рахункової палати після ухвалення нового законодавства:
Інституційний статус та повноваження
– Рахункову палату визначено вищим державним колегіальним органом фінансового контролю (аудиту);
– систему професійних документів INTOSAI (IFPP) визначено основою організаційно-методологічних засад здійснення державного зовнішнього фінансового контролю (аудиту);
– повноваження Рахункової палати розширено на суб’єкти господарювання державного та комунального сектору економіки; на кошти, отримані від іноземних держав, Європейського Союзу, іноземних фінансових установ, міжнародних організацій, донорських установ у вигляді кредитів (позик), грантів, допомоги та на кошти фондів загальнообов’язкового державного соціального і пенсійного страхування (до прикладу, Пенсійний фонд України);
– Рахункова палата зможе здійснювати аудити консолідованої фінансової звітності суб’єктів державного сектору та бюджетів.
Гарантії незалежності Рахункової палати
– припинення чи обмеження повноважень Рахункової палати у разі закінчення строку повноважень ВРУ чи дострокового їх припинення, а також введення воєнного чи надзвичайного станів є неможливим;
– у разі неврахування у проєкті закону про Державний бюджет України пропозицій Рахункової палати щодо її фінансового забезпечення, Уряд зобов’язаний аргументувати свою позицію;
– будь-який законопроєкт, що стосується діяльності Рахункової палати чи її повноважень, має отримати відповідний висновок від інституції.
Виконання рекомендацій  
– розгляд звітів Рахункової палати у профільних комітетах Верховної Ради України є обов’язковим, як і відповідне реагування парламенту на інформацію Рахункової палати про неналежне виконання її рекомендацій;
– посилено процеси аналізу та моніторингу Рахунковою палатою її рекомендацій. Інформація про це розміщується на сайті інституції;
– разом зі щорічним звітом про свою діяльність Рахункова палата може надати ВРУ пропозиції щодо вжиття заходів відносно невиконання її рекомендацій;
– змінюються підходи до оскарження рішень Рахункової палати за результатами контрольних заходів у судовому порядку, а справи щодо втручання в роботу Рахункової палати перебуватимуть у підсудності Верховного Суду.

## Історія Рахункової палати
Ранні етапи розвитку державного аудиту в Україні включають періоди  Української народної республіки, Центральної ради, Гетьманату, Української директорії та УРСР.

Примітки
1. ↑  https://zakon.rada.gov.ua/laws/file/text/110/f530966n246.xlsx
2. ↑  Про Рахункову палату: Верховна Рада України; Закон від 02.07.2015 № 576-VIII. Архів оригіналу за 4 грудня 2016. Процитовано 10 серпня 2015.
3. ↑  Про Рахункову палату: Верховна Рада України; Закон від 11.07.1996 № 315/96-ВР. Архів оригіналу за 31 березня 2014. Процитовано 10 серпня 2015.
4. ↑  Rbc.ua. Пацкан призначений головою Рахункової палати України. РБК-Украина (укр.). Архів оригіналу за 9 квітня 2018. Процитовано 9 квітня 2018.